# مرتضی اعیان
مرتضی اعیان (زادهٔ ۱۳۲۵) نوازندهٔ تنبک اهل ایران است.

## زندگی
وی در خانواده‌ای اهل هنر و موسیقی به دنیا آمد و از کودکی علاقهٔ فراوانی به موسیقی سنتی داشت. همین موضوع باعث شد که پدرش، او را نزد حسین خرسندی، که یکی از نوازندگان ضرب بود، ببرد. مرتضی اعیان، بیش از یک سال نزد حسین خرسندی کار کرد و پس از مدتی برای ادامهٔ آموزش‌های خود، نزد امیرناصر افتتاح رفت.
وی در سن حدود پانزده‌سالگی، در برنامهٔ کودکان رادیو شروع به همکاری کرد ولی پس از یک سال، با هدف آموزش و تحقیق بیشتر در نواختن تنبک از رادیو کناره‌گیری کرد. در سال ۱۳۵۱، به دعوت داریوش صفوت، به مرکز حفظ و اشاعهٔ موسیقی ایران رفت و با افرادی چون حسین علیزاده، جلال ذوالفنون، داود گنجه‌ای، داریوش طلائی، محمد مقدسی، خانم مانی‌زاده و رضوی سروستانی همکاری کرد.
او تاکنون با موسیقی‌دانان مختلف مانند محمدرضا شجریان، رضوی سروستانی، خانم پریسا، جلال ذوالفنون، محمدعلی کیانی نژاد، داریوش طلایی، داریوش پیرنیاکان، حسین عمومی، حمید متبسم، مجید درخشانی، رضا شفیعیان، جمشید عندلیبی و…، کنسرت‌های متعددی در کشورهای مختلف اجرا کرده‌است.
همچنین وی یک جلد کتاب دربارهٔ نواختن تمبک و شیوه‌های فراگیری آن تألیف کرده‌است.